# BB 60001
La BB 60001 est une locomotive diesel qui servit de prototype à la série des BB 71000. Elle fut étudiée et construite en 1959 par les Ateliers de Montmirail des Chemins de Fer Départementaux (CFD), et louée à la SNCF.  

## Description et carrière
Initialement immatriculée Y 9006, elle fut essayée par l’établissement de Paris-Saint-Lazare ainsi que par d’autres (ouest, sud-ouest et Méditerranée). Elle a été renumérotée 040 DI, puis en 1963, BB 60001. 
Elle se distinguait une transmission Asynchro entraînant un des deux essieux (avec des roues à rayons) de chaque bogie par un pont moteur, des bielles reliant les deux essieux moteur du même bogie. 
Si les bielles (issues de la technologie des locomotives à vapeur) ne posent pas de problèmes, la transmission posait par elle-même un problème. En effet une transmission mécanique n'est guère adaptée pour un effort demandé pour le démarrage d'une rame lourde. Un essai fut malgré tout tenté avec la boîte Asynchro équipant cette machine. Le principe était d'isoler la boîte pendant le changement de vitesse en immobilisant les pignons, ce qui coupait l'effort de traction du train. Le moteur devait attendre pour reprendre un régime normal. 
La machine a donné de bons résultats en service et a servi de prototype à la série des BB 71000, commandée en 1965 par la SNCF.
Devant la difficulté d'utilisation, le fait qu'elle était unique et qu'elle était complexe cette machine fut cependant rendue dès 1967 aux CFD. Elle a alors été affectée au dépôt d’Autun et engagée sur le réseau CFD de Saône-et-Loire, avant d’être vendue en 1978 au Maroc.
Hormis pour les BB 71000, le manque de fiabilité et la complexité de la transmission mécanique ont conduit à son abandon au profit d'une transmission électrique beaucoup plus souple.